# Phương ngữ Yukjin
Phương ngữ Yukjin là một phương ngữ tiếng Triều Tiên hay là một ngôn ngữ Triều Tiên riêng biệt nói ở vùng lịch sử Yukjin (Lục Trấn) miền đông bắc bán đảo Triều Tiên, phía nam sông Đồ Môn. Phương ngữ này lưu giữ nhiều nét nguyên thủy về âm vị học và từ vựng, trong đó có nhiều đặc điểm của tiếng Triều Tiên trung đại (Trung thế Triều Tiên ngữ) đã mất đi trong các phương ngữ khác. Một số học giả coi đây là một ngôn ngữ riêng rẽ chứ không phải phương ngữ tiếng Triều Tiên. Người nói phương ngữ Yukjin hiện không chỉ sống ở vùng sông Đồ Môn, thuộc Bắc Triều Tiên, mà còn ở cộng đồng kiều dân tại Đông Bắc Trung Quốc và Trung Á hình thành vào thế kỷ XIX-XX. Tại Bắc Triều Tiên, nó đang chịu áp lực từ phương ngữ chuẩn, còn trong cộng đồng kiều dân thì từ tiếng Trung Quốc và các ngôn ngữ Trung Á.

## Lịch sử và phân bố
Yukjin 六鎭 'Lục Trấn' chỉ sáu điểm dân cư Hoeryŏng, Chongsŏng, Onsŏng, Kyŏngwŏn, Kyŏnghŭng, Puryŏng, nằm về phía nam sông Đồ Môn. Vùng này nằm dưới quyền kiểm soát của người Nữ Chân cho đến đầu thế kỷ XV, khi Vua Sejong đánh chiếm và nhập nó vào đạo Hamgyong với dòng người đổ đến từ đông nam bán đảo theo sau. Phương ngữ Yukjin là tiếng nói của con cháu những người Triều Tiên di cư đến vùng đất này. Phương ngữ Yukjin có thể chia ra hai tiểu phương ngữ, một miền đông, điển hình là Onsŏng và Kyŏngwŏn, một miền tây, ở Hoeryŏng và Chongsŏng. Tiểu phương ngữ miền đông giữ nhiều nét nguyên thủy về âm vị hơn. Một số nghiên cứu cho rằng tiếng nói ở Kyŏnghŭng và Puryŏng thuộc về phương ngữ Hamgyong thay vì Yukjin.

Lục Trấn (yuk jin) miền đông bắc Triều Tiên

Yukjin khác biệt đáng kể với phương ngữ nói ở phần còn lại của đạo Hamgyong (phương ngữ Hamgyŏng dialect) và phần nào gần gũi với phương ngữ miền tây Pyongan hơn. Những mô tả cổ nhất về phương ngữ ở Hamgyong (từ thế kỷ XVII) đã ghi nhận rằng tiếng nói vùng Yukjin khác với phần còn lại của Hamgyong. Công báo Bukgwan-ji năm 1693 ghi rằng hầu khắp Hamgyong có phương ngữ "khác biệt nhất", còn vùng Yukjin không có tiếng nói riêng, do người dân nơi đây xuất thân từ phương nam, nói phương ngữ chuẩn từ phương nam. Năm 1773, Yu Ui-yang viết rằng tiếng nói ở Yukjin dễ hiểu hơn phương ngữ nam Hamgyong vì nó giống các phương ngữ miền nam hơn, dù ông thừa nhận rằng "khi mới nghe thì thấy khó hiểu".
Mặc cho những nhận xét đương thời về nét tương đồng với các phương ngữ miền nam này, Yukjin ngày nay là phương ngữ nguyên thủy nhất của tiếng Triều Tiên vì nó không trải qua nhiều biến âm chung của tiếng Triều Tiên cận đại. Phương ngữ Hamgyŏng, do trải qua các biến âm này, giờ tương tự với các phương ngữ miền nam hơn phương ngữ Yukjin.
Vào cuối thế kỷ XIX-đầu XX, do mùa màn thất bát và sự đánh chiếm của Nhật Bản, nhiều người Triều Tiên, trong đó có người nói phương ngữ Yukjin, di cư từ miền bắc bán đảo đến đông Mãn Châu Quốc (nay là Đông Bắc Trung Quốc) và mạn nam Primorsky Krai thuộc Viễn Đông Nga.
Vào thập niên 1930, Stalin ra lệnh trục xuất toàn bộ người Triền Tiên ở Viễn Đông Nga, chừng 250.000 người, đến Trung Á thuộc Liên Xô, nhất là Uzbekistan và Kazakhstan. Cộng đồng người Triền Tiên nhỏ rải rác khắp Trung Á vẫn nói những dạng tiếng Triều Tiên gọi chung là Koryo-mar, nhưng tiếng nói của họ đang bị các ngôn ngữ địa phương lấn át.
Khoảng 10% người nói Koryo-mar nói phương ngữ Yukjin.
Phân bố người nói phương ngữ Yukjin ngày nay là: vùng nam sông Đồ Môn (trong địa phận tỉnh Bắc Hamgyong và Rason, Bắc Triều Tiên); khu vực ven biên giới với Bắc Triều Tiên của Trung Quốc, nơi nhiều người Triều Tiên di cư đến vào thế kỷ XIX-XX; trong cộng đồng Koryo-saram tại các quốc gia hậu Xô Viết; người từ vùng Yukjin di cư đến Hán Quốc trong cuộc chia cắt Triều Tiên. Nghiên cứu với người nói cư ngụ ở Bắc Triều Tiên rất hiếm hoi, chủ yếu do các nhà nghiên cứu Trung Quốc thuộc dân tộc Triều Tiên thực hiện. Phương ngữ này có vẻ đang dần mai một do sự lấn át mạnh mẽ của tiếng Triều Tiên chuẩn Bắc Triều Tiên. Nghiên cứu gia người Trung Quốc chia tiếng Triều Tiên ở Trung Quốc ra thành nhóm Tây Bắc (Pyongan), Trung Bắc (Hamgyŏng) và Đông Bắc (Yukjin).
Cực đông tỉnh Cát Lâm là nơi người nói phương ngữ Yukjin sinh sống.
Jaegaseung, hậu duệ của người Nữ Chân sống trong thung lũng sông Đồ Môn, nói phương ngữ Yukjin dù họ sống khá tách biệt với người Triều Tiên.

## Âm vị học
Phương ngữ Yukjin có 8 nguyên âm, ứng với 8 nguyên âm trong tiếng Triều Tiên Seoul chuẩn. Trong phương ngữ Yukjin, nguyên âm wo ([o] trong tiếng Seoul chuẩn) mở hơn, còn u ([ɨ~ɯ] trong tiếng Seoul) lùi về sau hơn. Trong khi ở tiếng Triều Tiên Seoul, nguyên âm /ʌ/ của tiếng Triều Tiên trung đại luôn trở thành /a/ trong âm tiết đầu của từ, trong Yukjin, /ʌ/ trở thành /o/ sau phụ âm môi.
Với một số người nói, có thêm một nguyên âm nữa, chuyển tự là [ï], nằm giữa u [ɨ] và i [i]. Nguyên âm này là giai đoạn giữa của chuỗi biến âm uy [ɨj] > [ï] > i [i] mà ở một số người nói chưa hoàn tất. Chuỗi biến âm này đã hoàn tất ở thế hệ người nói trẻ tuổi.
Giống tiếng Triều Tiên Seoul, Yukjin có hệ thống hài hoà nguyên âm giới hạn: nếu nguyên âm cuối cùng (hay duy nhất) trong thân động từ mà là /a/, /o/, hay /ɛ/ thì hậu tố gắn với thân động từ này có thể bắt đầu bằng nguyên âm a-. Các thân động từ khác nhận hậu tố tha hình bắt đầu bằng ə-. Hệ thống hài hoà nguyên âm đơn giản này đang trải qua thay đổi với người nói trẻ tuổi ở Trung Quốc: cả thân động từ kết bằng /p/ và thân động từ đa âm tiết kết bằng /u/ cũng có thể nhận hậu tố bắt đầu bằng a-. Đây là một điểm khác biệt mới hình thành giữa phương ngữ Yukjin và tiếng Triều Tiên Seoul.
Trong phương ngữ Yukjin, phụ âm c thường mang giá trị là [ts] như thường thấy ở Bắc Triều Tiên. Nó thường được đọc là [tɕ] khi đứng trước /i/ và cả cụm phụ âm-âm lướt cy- cũng thường được đọc là âm tắc xát [tɕ]. Trong dạng Yukjin ở các nước hậu Xô Viết, âm vị /l/ (đọc là âm vỗ [ɾ] ở giữa hai nguyên âm và [l] ở các vị trí khác trong hầu hết phương ngữ tiếng Triều Tiên) luôn được đọc là [ɾ] hay âm rung [r], trừ khi theo sau nó là một âm vị /l/ nữa. Trong dạng Yukjin ở các nước phi Xô Viết, /l/ luôn là [ɾ] ở giữa hai nguyên âm, còn ở vị trí khác thì có sự biến thiên giữa [ɾ] và [l].
Nhiều đặc điểm của tiếng Triều Tiên trung đại còn lưu giữ trong phương ngữ này:
- sự lưu giữ hệ thống trọng âm âm vực (pitch accent), cũng tồn tại trong phương ngữ Hamgyong và phương ngữ Gyeongsang miền nam[26]
- sự phân biệt giữa s- và sy-, chỉ được lưu giữ ở phương ngữ Yukjin[28]
- sự vòm hoá t(h)i-, t(h)y- thành c(h)i-, c(h)- không xảy ra[29]
- sự lưu giữ n- trước i và y[28][29]
- lưu giữ sự biến thiên ở thân danh từ khi theo sau nó là hậu tố bắt đầu bằng nguyên âm, ví dụ ở phương ngữ Yukjin namwo "cây", nangk-ey "trên cây" (namwo và namk-oy trong tiếng Triều Tiên trung đại, namwu và namwu-ey trong tiếng Seoul)[30]

Ở vài mặt, phương ngữ Yukjin còn nguyên thủy hơn tiếng Triều Tiên trung đại thế kỷ XV.
Ví dụ, tiếng Triều Tiên trung đại có ba phụ âm xát hữu thanh /ɣ/, /z/, /β/, đã biến mất trong hầu hết phương ngữ hiện đại. Bằng chứng từ sự phục dựng nội tại cho thấy rằng những phụ âm này xuất phát từ quá trình nhược hoá (lenition) ba phụ âm /k/, /s/, /p/ tại vị trí hữu thanh. Phương ngữ Yukjin thường giữ /k/, /s/, /p/ trong những từ sau:
| Nghĩa          | Tiếng Triều Tiên trung đại | Phương ngữ Seoul   | Phương ngữ Yukjin    |
| -------------- | -------------------------- | ------------------ | -------------------- |
| báo, thông báo | 알외 alGwoy- /alɣoj/       | 아뢰 alwoy- /alwe/ | 알귀 alkwuy- /aɾkwi/ |
| mùa thu        | ᄀᆞᅀᆞᆯ kozol /kʌzʌl/         | 가을 kaul /kaɯl/   | 가슬 kasul /kasɯɾ/   |
| sâu tằm        | *누ㅸㅔ *nwuWey *nuβəj     | 누에 nwuey /nue/   | 느베 nupey /nɯpe/    |

Tương tự, từ twǔlh 'hai' trong tiếng Triều Tiên trung đại là từ đơn âm tiết, nhưng âm vực thăng/đi lên (thể hiện bằng dấu ˘) cho thấy rằng nó bắt nguồn từ một từ song âm tiết với âm vực cao ở âm tiết thứ hai. Một vài bằng chứng từ tiếng Triều Tiên cổ cũng ủng hộ cho việc từ này từng có hai âm tiết. Một vài dạng Yukjin có twuwúl, lưu giữ dạng song âm tiết cổ hơn. Phương ngữ này được mô tả là một vùng nguyên thủy về mặt âm vị.

### Tác phẩm nguồn
- Brown, Lucien; Yeon, Jaehoon (2015), "Varieties of contemporary Korean", trong Brown, Lucien; Yeon, Jaehoon (biên tập), The Handbook of Korean Linguistics, Wiley, tr. 459–476, ISBN 978-1-118-35491-9.
- Chinese Academy of Social Sciences (CASS) (2012), Zhōngguó yǔyán dìtú jí (dì 2 bǎn): Shǎoshù mínzú yǔyán juǎn 中国语言地图集(第2版):少数民族语言卷 [Language Atlas of China (2nd edition): Minority language volume], Beijing: The Commercial Press, ISBN 978-7-100-07053-9.
- Kim, Seo-hyung (2003), "Yukjin bang'eon-ui jonggyeol-eomi yeon'gu" 육진방언의 종결어미 연구 [Study on sentence-final suffixes in the Yukjin dialect], Eomun Nonjip (bằng tiếng Hàn), 48: 93–125.
- King, J. R. P. (1987), "An introduction to Soviet Korean" (PDF), Language Research, 23 (2): 233–274, hdl:10371/85771.
- ——— (1992), "Archaisms and Innovations in Soviet Korean dialects" (PDF), Language Research, 28 (2): 201–223, hdl:10371/85946.
- Kwak, Chung-gu (2012), "Yukjin bang'eon-ui eumseong-gwa eumunsa" 육진방언의 음성과 음운사 [The phonology and phonological history of the Yukjin dialect], Bang'eonhak (bằng tiếng Hàn), 16: 121–154.
- ——— (2015), "Yukjin bang'eon eohwi-ui janjae-jeok seonggyeok" 육진방언 어휘의 잔재적 성격 [The archaic characteristics of the Yukjin lexicon], Jindan Hakbo (bằng tiếng Hàn), 125: 183–211.
- ——— (2018), "Dongbuk bang'eon-gwa gugeo-gukmun-hak" 동북방언과 국어국문학 [The northeastern dialects and Korean language studies], Gaesin Eomun Yeon'gu (bằng tiếng Hàn), 43: 5–42.
- Lee, Iksop; Ramsey, S. Robert (2000), The Korean Language, SUNY Press, ISBN 978-0-7914-4831-1.
- Piao, Meihui (2019), "Hambuk Yukjin bang'eon-ui moeum johwa silhyeon yangsang-e daehayeo" 咸北 六鎮方言의 母音調和 實現 樣相에 대하여 [On the aspects of the realization of vowel harmony in the Yukjin dialect of North Hamgyong], Eomun Yeon'gu (bằng tiếng Hàn), 47 (4): 67–87, doi:10.15822/skllr.2019.47.4.67.
- Vovin, Alexander (2010), Korea-Japonica: A Re-Evaluation of a Common Genetic Origin, University of Hawaii Press, ISBN 978-0-8248-3278-0.
- Yeon, Jaehoon (2012), "Korean dialects: a general survey", trong Tranter, Nicolas (biên tập), The Languages of Japan and Korea, Routledge, tr. 168–185, ISBN 978-0-415-46287-7.